# Ótani Mio
Ótani Mio (大谷 未央; Hepburn: Ōtani Mio) (Siga prefektúra, 1979. május 5. –) japán válogatott labdarúgó.

## Klub
1998 és 2008 között a Tasaki Perule FC csapatában játszott. 2003-ban a liga legértékesebb játékosának választották. 180 bajnoki mérkőzésen lépett pályára és 150 gólt szerzett. 2008-ban vonult vissza.

## Nemzeti válogatott
2000-ben debütált a japán válogatottban. A japán válogatott tagjaként részt vett a 2003-as, a 2007-es világbajnokságon és a 2004. évi nyári olimpiai játékokon. A japán válogatottban 73 mérkőzést játszott.

## Statisztika
| Japán válogatott | Japán válogatott | Japán válogatott |
| Időszak          | Mérk.            | gól              |
| ---------------- | ---------------- | ---------------- |
| 2000             | 5                | 0                |
| 2001             | 11               | 9                |
| 2002             | 10               | 2                |
| 2003             | 14               | 13               |
| 2004             | 10               | 7                |
| 2005             | 7                | 0                |
| 2006             | 9                | 0                |
| 2007             | 7                | 0                |
| Összesen         | 73               | 31               |

## Sikerei, díjai
Japán válogatott
- Ázsia-kupa:  Ezüst; 2001

Klub
- Japán bajnokság: 2003

Egyéni
- Az év Japán játékosa: 2003
- Az év Japán csapatában: 2001, 2002, 2003, 2004, 2005, 2006